# György Mezey
György Mezey, né le 7 septembre 1941, est un ancien joueur et entraîneur de football hongrois.
Il est entraîneur de l'équipe de Hongrie de football de 1983 à 1986, avec laquelle il participe à la Coupe du monde de football de 1986. Il est membre du Technical Study Group de la Coupe du monde 2006, un groupe d'étude chargé d'étudier les évolutions techniques et tactiques du jeu.

## Palmarès

### En tant qu'entraîneur
| MOL Fehérvár - Championnat de Hongrie (1) : - Champion : 2011 - Vice-Champion : 2010 - Coupe de Hongrie - Finaliste : 2011 - Supercoupe de Hongrie - Finaliste : 2010 |